# Debout sur le Zinc

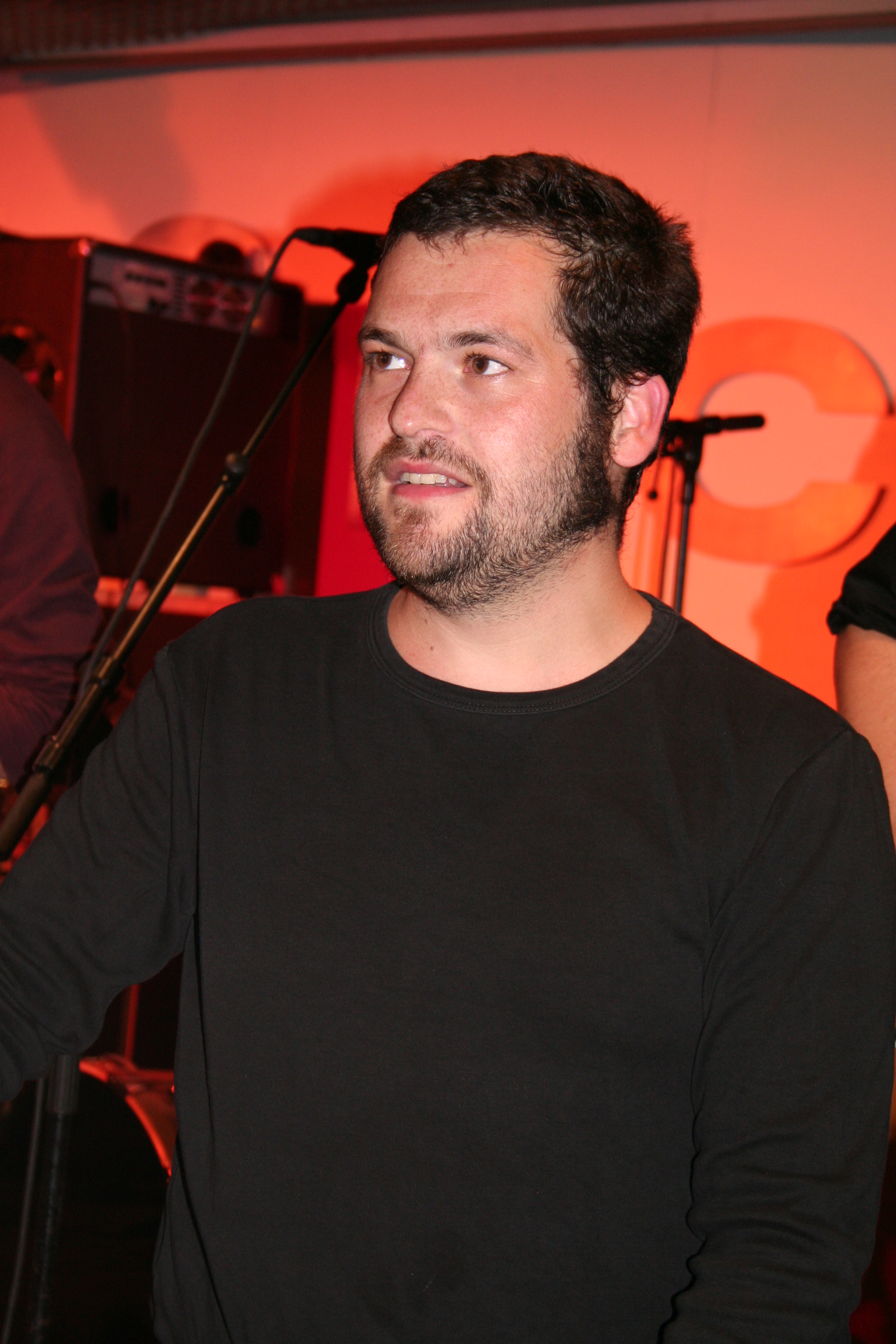
Симон Мимун

Debout sur le Zinc — французская рок-группа, сочетающая в своей музыке традиции французского шансона, еврейской народной клезмерской музыки, ирландской, цыганской и других народных музыкальных традиций, а также собственно рока, иногда в довольно «тяжёлых» аранжировках.

## История группы

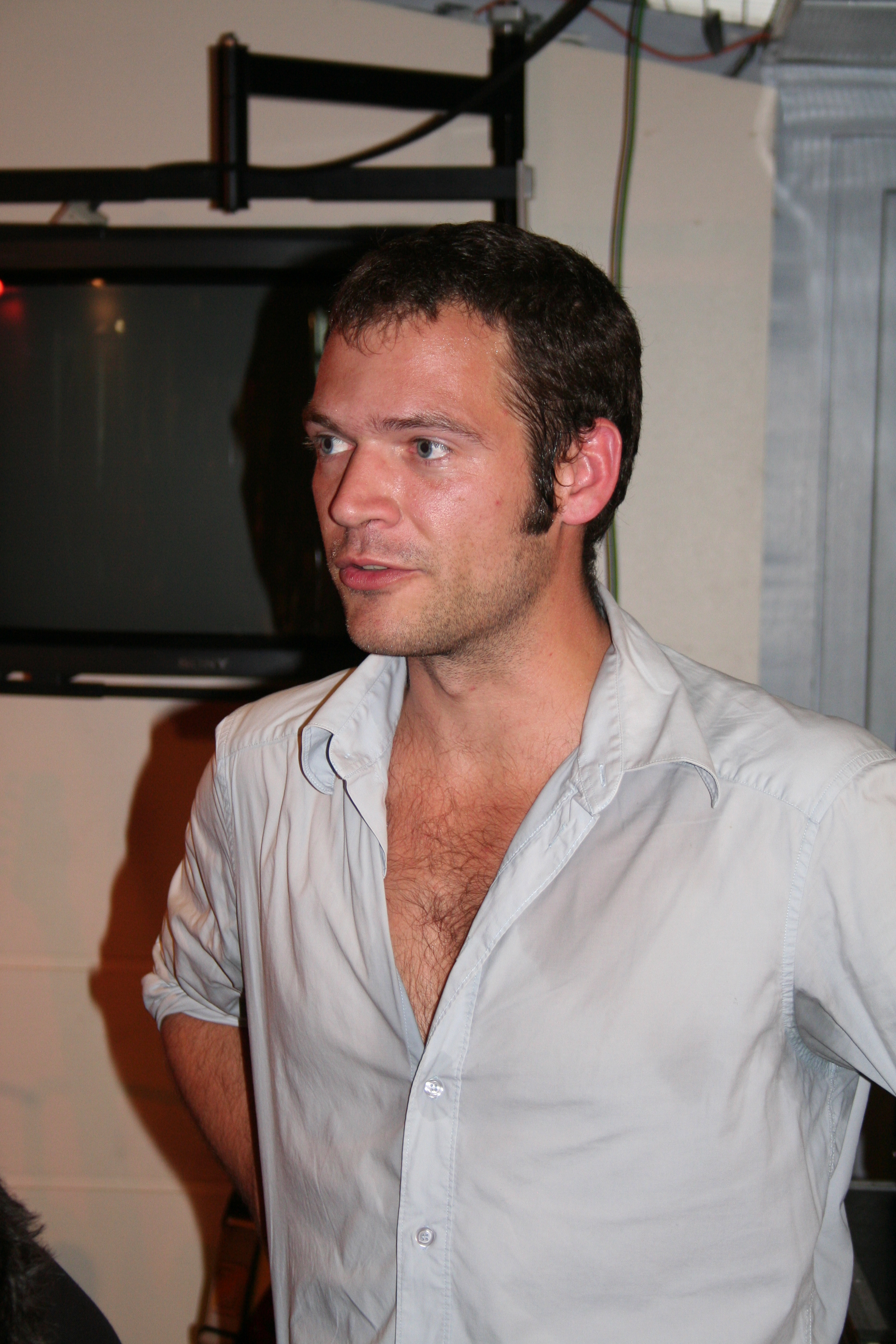
Кристоф Бастьен

Первоначально в 1992 г. возникла группа «Spiritless Power», игравшая англоязычный фанк. После ряда провинциальных гастролей репертуар группы был расширен за счёт пьес, использовавших традиционные форматы (вальс, танго, шансон). К нынешней манере группа начала приближаться с 1994 г. после того, как её состав пополнил собой Седрик 'Момо' Ермольефф. На концертах мая 1996 г. группа впервые выступила под нынешним названием «Debout sur le Zinc» (перевод «Стоя на барной стойке»).

## Состав
- Кристоф Бастьен (фр. Christophe Bastien): вокал, гитара
- Фред Триссон (фр. Fred Trisson): аккордеон

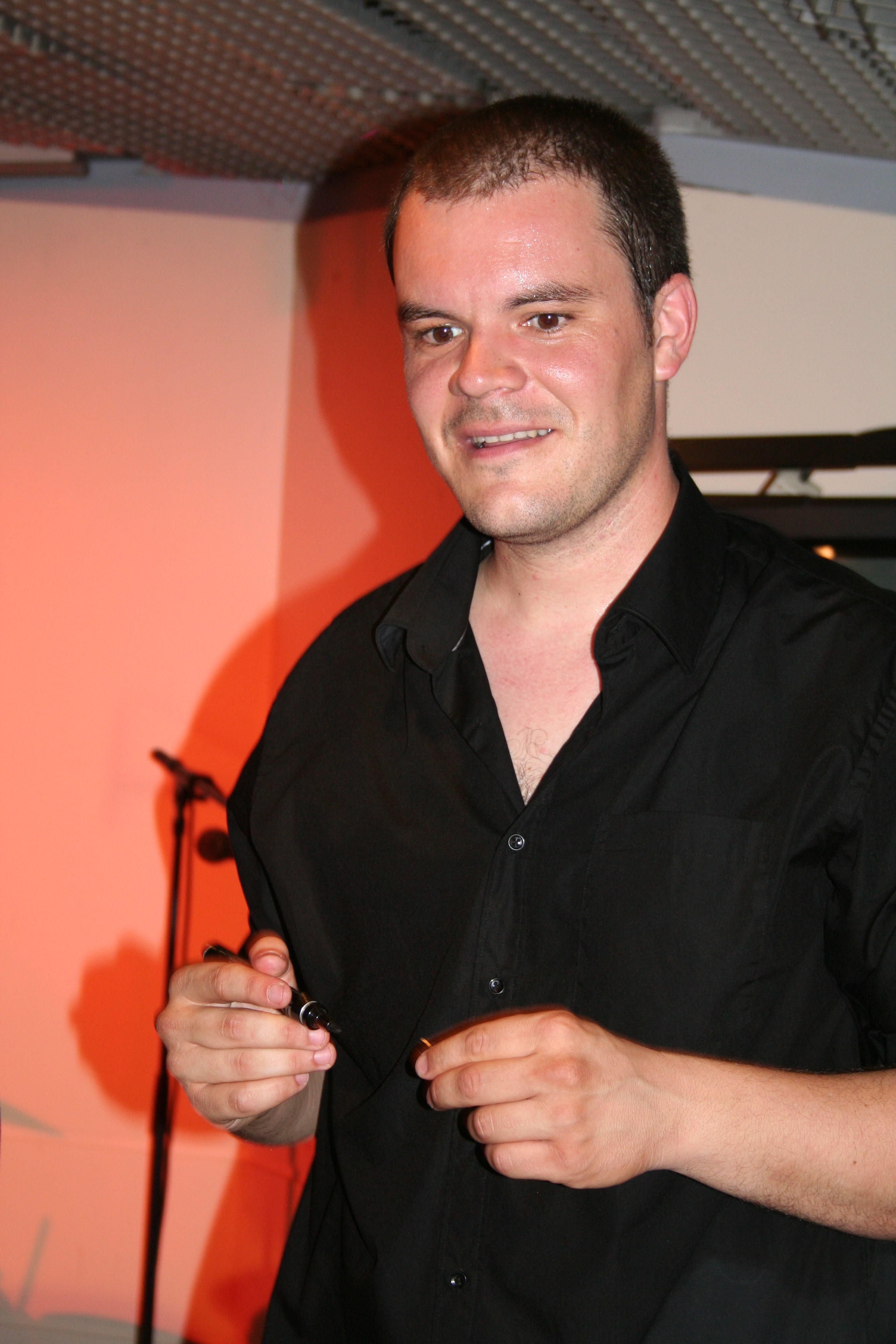
Оливье Сюльпис

- Седрик 'Момо' Ермольефф (фр. Cédric Ermolieff): ударные, перкуссия, ксилофон
- Оливье Сюльпис (фр. Olivier Sulpice): банджо, мандолина
- Ромен Сассиньо (фр. Romain Sassigneux): вокал, кларнет, гитара
- Симон Мимун (фр. Simon Mimoun): вокал, альт, труба
- Уильям Ловти (фр. William Lovti): контрабас, бас-гитара

## Дискография
- Debout Sur Le Zinc: CD, 5 песен (осень 1998)
- Debout Sur Le Zinc: первый альбом (октябрь 1999)
- L’Homme à Tue-Tête: второй альбом (май 2001)
- Des Singes et Des Moutons: третий альбом (май 2004)
- Les Promesses: четвёртый альбом (апрель 2006)
- Récréations: пятый альбом (2007)
- De Charybde en Scylla: шестой альбом (октябрь 2008)
- De Scy De Lla: концертная запись (2010)
- La Fuite En Avant: седьмой альбом (2011)
- Eldorado(s): восьмой альбом (2015)
- 3 jours debout: концертная запись (2017)
- Vian par Debout sur le zinc: девятый альбом (2019)
- L’importance de l’hiver: десятый альбом (2021)